# Ameenah Gurib
Bibi Ameenah Firdaus Gurib-Fakim (phát âm tiếng Việt: A-mê-na Gu-ríp Pha-kim), (sinh ngày 17 tháng 10 năm 1959) là chính trị gia, nhà khoa học và sinh vật học người Mauritius, giữ chức Tổng thống Mauritius từ ngày 5 tháng 6 năm 2015. Bà Gurib-Fakim sẽ là nữ tổng thống đầu tiên và là tổng thống thứ sáu của Mauritius kể từ khi đảo quốc này giành được độc lập từ Anh vào năm 1968 và trở thành nước cộng hòa vào năm 1992.